# Hornvögel und Hopfe
Die Hornvögel und Hopfe oder Hornvogelartige (Bucerotiformes, auch Bucerotes) sind eine Ordnung der Vögel, zu der vier Vogelfamilien gehören, die in älteren Veröffentlichungen meist zu den Rackenvögeln (Coraciiformes) gezählt wurden. Hornvögel und Hopfe kommen in südlichen und zentralen Teilen von Europa, in Asien und in Afrika südlich der Sahara vor. Insgesamt umfasst die Ordnung 72 Arten.
Einige Autoren erkannten die Zugehörigkeit der Nashornvögel zu den Rackenvögeln nicht an und ordneten sie in die bis vor kurzem monotypischen Bucerotiformes ein. Heute werden auch die Wiedehopfe (Upupidae) und die Baumhopfe (Phoeniculidae) in die Ordnung gestellt und die Hornraben (Bucorvus) erhielten den Rang einer Familie, so dass die Bucerotiformes heute vier Familien umfassen. Die nähere Verwandtschaft der vier Familien gründet sich auf molekularbiologische Untersuchungen. Morphologisch unterscheiden sie sich kaum von den Rackenvögeln. So konnte die Monophylie der Rackenvögel in Bezug auf die Spechtvögel bewahrt werden, die tief innerhalb einer Rackenvögel, Hopfe und Hornvögel umfassenden Klade stehen.

## Äußere Systematik

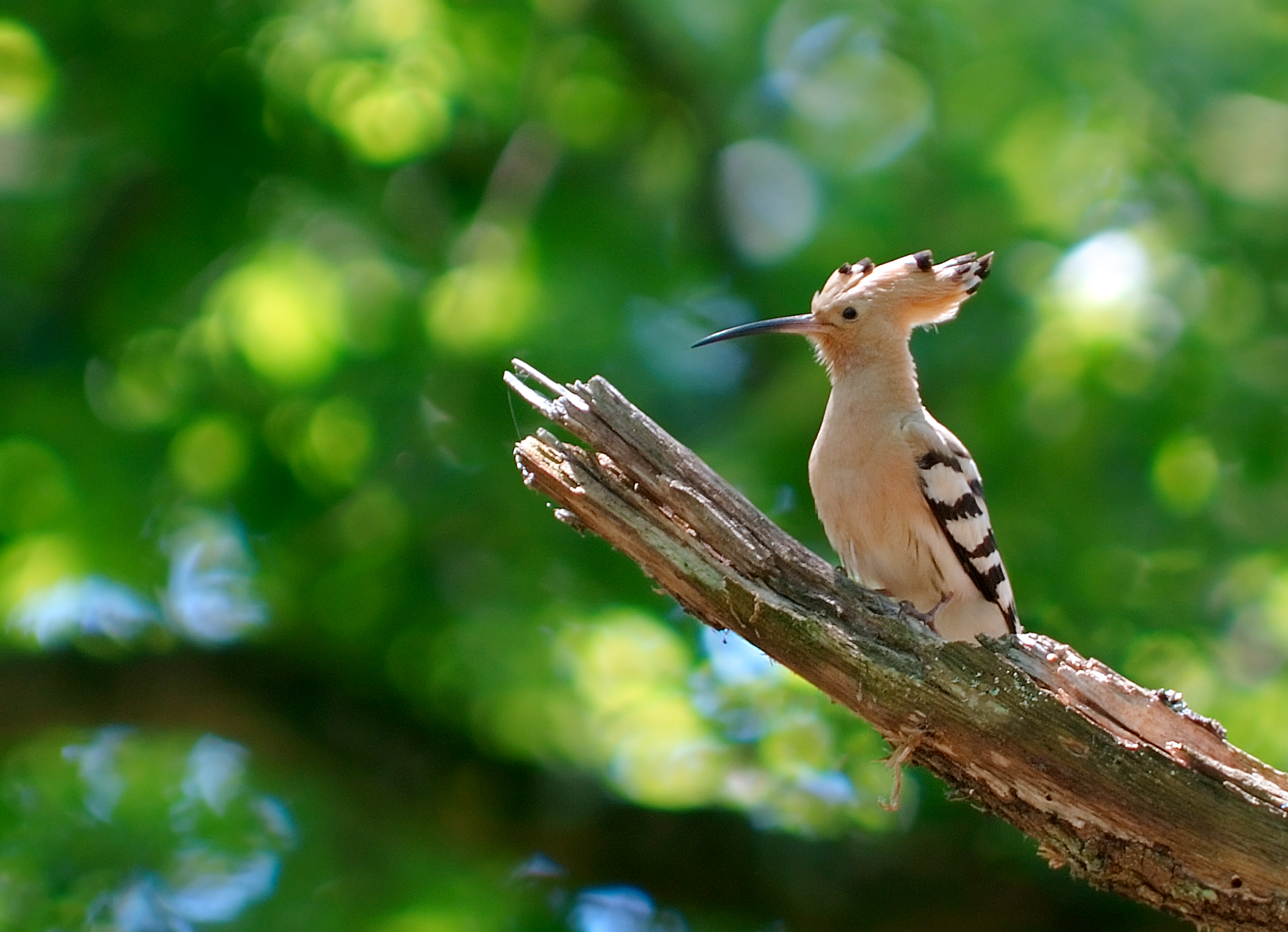
Wiedehopf (Upupa epops)

Die Bucerotiformes sind die Schwestergruppe eines gemeinsamen Taxons aus Rackenvögel und Spechtvögel. Das von allen drei gebildete Taxon ist die Schwestergruppe der Trogone.
|  | \| \| Rackenvögel (Coraciiformes) \| \| \| \| \| \| Spechtvögel (Piciformes) \| \| \| \| |
|  |                                                                                          |
|  | Bucerotiformes                                                                           |
|  |                                                                                          |
|  | Rackenvögel (Coraciiformes)                                                              |
|  |                                                                                          |
|  | Spechtvögel (Piciformes)                                                                 |
|  |                                                                                          |

|  | Rackenvögel (Coraciiformes) |
|  |                             |
|  | Spechtvögel (Piciformes)    |
|  |                             |

|  | \| \| Rackenvögel (Coraciiformes) \| \| \| \| \| \| Spechtvögel (Piciformes) \| \| \| \| |
|  |                                                                                          |
|  | Bucerotiformes                                                                           |
|  |                                                                                          |
|  | Rackenvögel (Coraciiformes)                                                              |
|  |                                                                                          |
|  | Spechtvögel (Piciformes)                                                                 |
|  |                                                                                          |

|  | Rackenvögel (Coraciiformes) |
|  |                             |
|  | Spechtvögel (Piciformes)    |
|  |                             |

## Innere Systematik

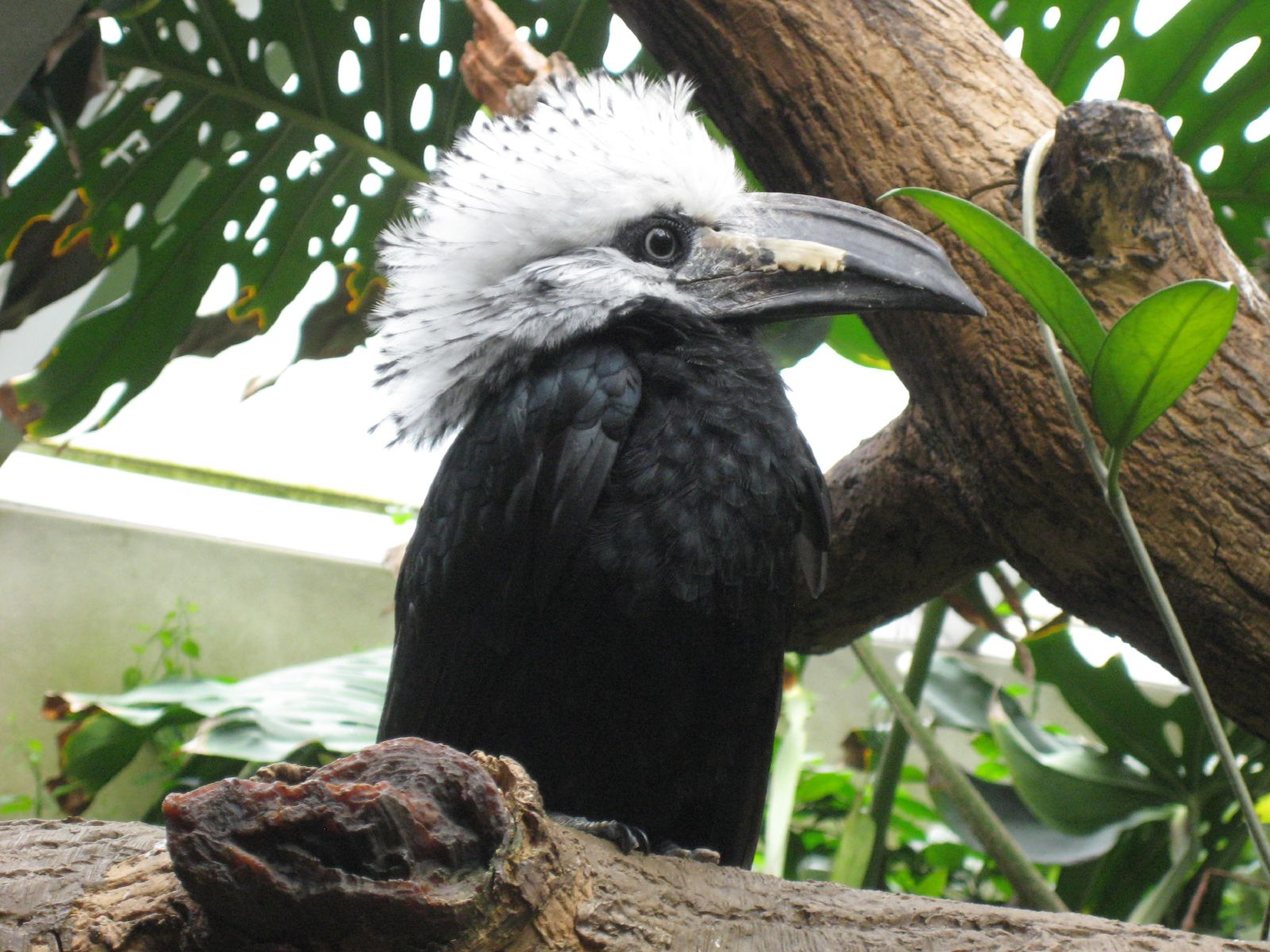
Weißschopf-Hornvogel (Tropicranus albocristatus)

Innerhalb der Bucerotiformes sind Wiedehopfe und Baumhopfe sowie Nashornvögel und Hornraben Schwesterfamilien.
|  | Wiedehopfe (Upupidae)     |
|  |                           |
|  | Baumhopfe (Phoeniculidae) |
|  |                           |

|  | Nashornvögel (Bucerotidae) |
|  |                            |
|  | Hornraben (Bucorvidae)     |
|  |                            |

|  | Wiedehopfe (Upupidae)     |
|  |                           |
|  | Baumhopfe (Phoeniculidae) |
|  |                           |

|  | Nashornvögel (Bucerotidae) |
|  |                            |
|  | Hornraben (Bucorvidae)     |
|  |                            |